# Branchellion plicobranchus
Branchellion plicobranchus is een ringworm uit de familie van de Piscicolidae. De wetenschappelijke naam van de soort is voor het eerst geldig gepubliceerd in 1954 door Sanjeeva Raj.